# Misericordia Dei
Misericordia Dei (en español: Misericordia de Dios ) es el título de una carta apostólica del papa Juan Pablo II que busca reforzar la importancia del Sacramento de Reconciliación. La carta esta  subtitulada "Sobre algunos aspectos de la celebración del sacramento de la penitencia" y fue promulgada el 7 de abril del 2002 en  Roma, emitido como motu proprio y firmado por él.

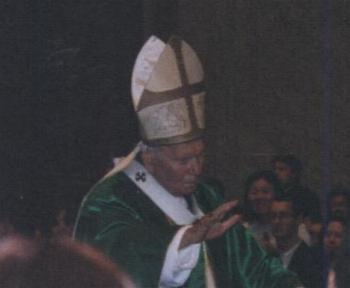
Juan Pablo II, un año antes de la promulgación de la carta apostólica.

La carta empieza citando el Evangelio de Mateo 1:21, que relata que Jesús nació para "salvar a las personas de sus pecados", y enfatiza ferviente y energéticamente lo que convoca Juan el Bautista, arrepentirse. Citando la Epístola a los Romanos 8:21, declara que "la salvación es por tanto y sobre todo la redención del pecado, el cual obstaculiza la amistad con Dios." 
La carta enfatiza que Jesús concedió a los Apóstoles, a través del poder del Espíritu Santo, la autoridad para reconciliar a los pecadores arrepentidos con Dios y la Iglesia y cita el Evangelio de Juan 20 : 22-23: “Al decirles esto, sopló sobre ellos y añadió: Reciban el Espíritu Santo. Los pecados serán perdonados a los que ustedes se los perdonen y serán retenidos a los que ustedes se los retengan”.
La carta declara que el Sacramento de Reconciliación implica no solo la acción del ministro –solo un Obispo o  sacerdote, quien juzga y absuelve, cuida y absuelve en el nombre de Cristo–, sino también las acciones del penitente: contrición, confesión y satisfacción. La carta enfatiza la necesidad para los penitentes de "nombrar sus pecados propios", excepto cuando esto no es posible.